# Carnegie Wateler Vredesprijs
De Carnegie Wateler Vredesprijs is een tweejaarlijkse Nederlandse prijs van de Carnegie Stichting voor personen of instellingen die een bijzondere prestatie hebben geleverd voor de bevordering van: vrede door middel van woord, daad of geschrift.

## Geschiedenis
De prijs werd in 1927 bij testamentaire beschikking ingesteld door de Nederlandse bankier Johan Wateler (1857-1927) die dat in zijn in 1916 verleden testament bepaalde. Hiermee is het op de Nobelprijs voor de Vrede na de oudste permanente vredesprijs. Wateler had als wens dat de Staat der Nederlanden de vredesprijs zou gaan uitreiken, maar het toenmalig Kabinet-De Geer I achtte zoiets niet passend. In het testament was gelukkigerwijze tevens bepaald dat indien de Staat de erfenis afwees, deze zou worden aangeboden aan de Carnegie Stichting, die wèl bereid bleek de uitreiking van de prijs op zich te nemen. In 1931 werd de Wateler Vredesprijs voor het eerst toegekend als jaarlijkse bekroning met een onderbreking tijdens en kort na de Tweede Wereldoorlog. Sinds 2004 wordt de prijs om de twee jaar uitgereikt onder de huidige naam. In 2016 bedroeg het prijzengeld 35.000 euro.

## Bepalingen
Johan Wateler had in zijn testament vastgelegd, dat zijn nagelaten vermogen aangewend moest worden voor:
het uitkeeren van een prijs aan den- of diegene, die op welke wijze ook, door woord, daad of voorbeeld, litteratuur, beeldhouw of schilderkunst, 
in binnen- of buitenland, zich het meest verdienstelijk zal hebben gemaakt voor de bevordering van de vredesidee of bijgedragen zal hebben om 
middelen te vinden om meer en meer den afschuwelijken oorlog op den duur onmogelijk te maken.

## Laureaten[4]
- 1931: Union internationale des associations pour la Société des Nations, Brussel
- 1932: Vereeniging voor Volkenbond en Vrede, Den Haag
- 1933: Arthur Henderson
- 1934: Nederlandse afdeling van den Wereldbond voor Internationale Vriendschap door de Kerken
- 1935: Radio-Omroepdienst van den Volkenbond, Genève
- 1936: Haagsche Academie voor Internationaal Recht
- 1937: Robert Baden-Powell
- 1938: Nederlandsche Jeugd-Herberg Centrale; Oecumenische Vereeniging in Nederland
- 1939: American Friends Service Committee, Philadelphia; Friends Service Council, Londen
- 1947: Henri van der Mandere, Wassenaar
- 1948: Wereldraad van Kerken, Genève
- 1949: Haagsche Academie voor Internationaal Recht
- 1950: Institut des Hautes Etudes Internationales, Genève
- 1951: Dirk Stikker
- 1952: Jean Monnet, Parijs
- 1953: Nederlandse Raad der Europese Beweging, Den Haag
- 1954: Anthony Eden, Londen
- 1955: Gerrit Jan van Heuven Goedhart
- 1956: UNICEF
- 1957: Adriaan Pelt
- 1958: Georges Moens de Fernig, Brussel
- 1959: Stichting Opbouwfonds Jeugdherbergen
- 1960: Marguerite Nobs, Genève
- 1961: Willem Visser 't Hooft
- 1962: Dag Hammarskjöld Minnesfond, Stockholm
- 1963: Jongeren Vrijwilligers Programma
- 1964: Wereldverbond van Verenigingen voor de Verenigde Naties (WFUNA), Genève
- 1965: Eduard van Beinum Stichting, Breukelen
- 1966: Gemeenschap van Taizé, Frankrijk
- 1967: Interkerkelijk Overleg in Radio Aangelegenheden (IKOR), voor de Wilde Ganzen Omroep
- 1968: Coretta Scott King,
- 1969: Nederlandse Vereniging voor Internationaal Recht, Utrecht
- 1970: International Social Service, Hoofdkwartier, Genève
- 1971: Bert Röling, Groningen
- 1972: Alva Myrdal, Stockholm
- 1973: Addeke Hendrik Boerma (FAO)
- 1974: Henry Kissinger, Washington
- 1975: Max Kohnstamm, Rome
- 1976: Manfred Lachs, hoofdrechter van het Internationaal Gerechtshof, Den Haag
- 1977: Leger des Heils, Nederland
- 1981: Danny Kaye, VS
- 1982: Kees Brouwer, vertegenwoordiger van de hoge commissaris voor de Vluchtelingen, Den Haag
- 1983: Hermann Gmeiner, SOS Kinderdorpen International, Oostenrijk
- 1984: Herman van Roijen, voormalig ambassadeur van Nederland
- 1985: Internationale Commissie van Juristen, Genève
- 1986: Verghese Kurien, bestuursvoorzitter National Dairy, India
- 1986: Dutchbatt, Schaarsbergen
- 1987: Stichting Nederlandse Gehandicaptenraad, Utrecht
- 1988: Brian Urquhart, voormalig ondersecretaris-generaal van de VN
- 1989: Artsen zonder Grenzen Nederland
- 1990: Jiří Hájek, Tsjecho-Slowakije
- 1991: De stad Leiden, Nederland
- 1992: Wilhelm Huber, SOS Kinderdorpen International
- 1993: Eelco Krijn, Karin Krijn-van Goudoever en hun kind (postuum)
- 1994: La Benevolencia, Sarajevo
- 1995: Max van der Stoel, hoge commissaris inzake Nationale Minderheden
- 1996: Rolf Ekéus
- 1997: Jaap Ramaker
- 1998: Permanent Hof van Arbitrage
- 2000: Liliane Fonds
- 2001: Hoge commissaris voor de Vluchtelingen
- 2004: Theo van Boven
- 2006: Javier Solana
- 2008: Patrick Cammaert
- 2010: Peace One Day en de oprichter: Jeremy Gilley
- 2012: War Child
- 2014: Lakhdar Brahimi
- 2016: Sigrid Kaag, VN diplomaat
- 2018: Rudi Vranckx, journalist voor VRT
- 2022: Centre for Humanitarian Dialogue